# 聖馬丁將軍鎮 (聖胡安省)

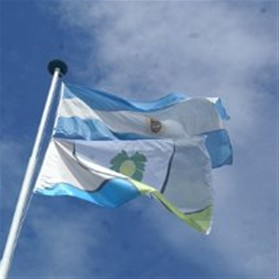

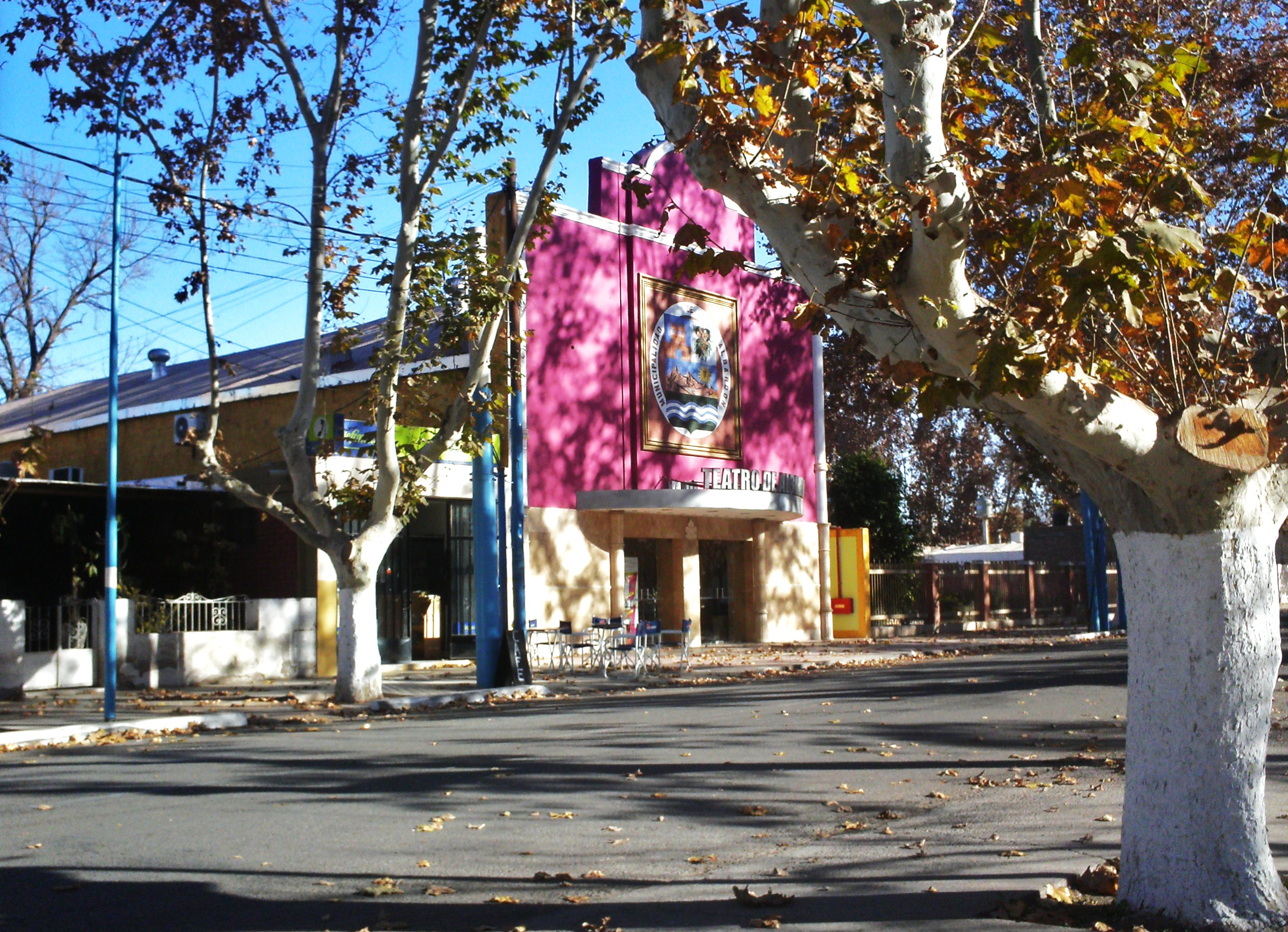

聖馬丁將軍鎮（西班牙語：General San Martín），是阿根廷的縣份，位於該國西北部聖胡安省的卡林加斯塔縣，海拔高度615米，2001年人口13,063，該地區在1977年考塞特地震中受到嚴重破壞。